# Метод реплик (микроскопия)
Метод реплик — один из методов подготовки объекта к исследованию с использованием просвечивающего электронного микроскопа. Под репликой понимают прозрачную для электронов плёнку, структура которой воспроизводит структуру поверхности изучаемого объекта. Этот метод применяют: 
- для изучения рельефа массивных объектов, непрозрачных для формирующих изображение электронов;
- для непроводящих образцов (исследование таких материалов в электронных микроскопах затруднено из-за накопления поверхностного заряда);
- для исследования структуры выделений, фиксируемых на реплике.

Одно из важнейших требований к реплике — она не должна обнаруживать собственной структуры. Для выявления деталей рельефа размером 30÷50 нм используются лаковые реплики. Углеродные плёнки, используемые для изучения рельефа и «захвата» отдельных частиц, можно получать конденсацией углерода в вакууме.
По толщине реплики разделяются на плёнки постоянной толщины и неоднородные по толщине. По способу приготовления можно выделить плёнки, полученные в один или несколько этапов. При многоэтапном способе приготовления на первом этапе получают матрицу, выполняя ряд процедур по подготовке поверхности исследуемого объекта, а потом получают реплику с данной матрицы.